# Championnat du Suriname de football
Le championnat du Suriname de football (SVB Eerste Divisie) est une compétition de football créée en 1924.

## Histoire
Le championnat est historiquement dominé par les deux clubs les plus importants de la capitale, le SV Robinhood et le SV Transvaal, avec 25 et 19 titres respectivement. Avant l'indépendance du pays, c'est le SV Transvaal qui tenait le haut du pavé avec 14 titres glanés entre 1922 et 1974 dont cinq consécutivement de 1966 à 1970.
Le SV Robinhhod renverse la situation à partir de 1975 et écrase de sa domination le championnat durant les années 1980 avec sept titres de champion consécutifs entre 1983 et 1989. Cependant, les années 1990 voient le SV Transvaal gagner cinq titres alors que le SV Robinhood n'en remporte que deux.
Le XXIe siècle voit l'éclosion d'un troisième club venant se mêler à la lutte pour le titre : il s'agit de l'Inter Moengotapoe, de la ville de Moengo, qui gagne dix championnats de 2006 à 2019 dont cinq consécutifs entre 2013 et 2017.

## Équipes participantes (2023)
Clubs engagés lors de la saison 2023.
| \| Paramaribo : Broki Flora Leo Victor PVV Robinhood Slee Juniors SNL Transvaal Voorwaarts Santos Inter Wanica Paramaribo Inter Moengotapoe SV Notch (en) \| Localisation des clubs engagés dans le championnat. |
| Paramaribo : Broki Flora Leo Victor PVV Robinhood Slee Juniors SNL Transvaal Voorwaarts Santos Inter Wanica Paramaribo Inter Moengotapoe SV Notch (en)                                                           |

| Équipe            | Ville          | Stade                                  |
| ----------------- | -------------- | -------------------------------------- |
| SV Robinhood      | Paramaribo     | Dr. Ir. Franklin Essed Stadion (en)    |
| Inter Moengotapoe | Moengo         | Ronnie Brunswijkstadion (en)           |
| SV Leo Victor     | Paramaribo     | Dr. Ir. Franklin Essed Stadion (en)    |
| SV Notch (en)     | Moengo         | Ronnie Brunswijkstadion (en)           |
| SV Voorwaarts     | Paramaribo     | Voorwaartsveld (en)                    |
| Inter Wanica (en) | Meerzorg       | Meerzorg Stadion (en)                  |
| PVV (en)          | Paramaribo     | Mgr. Aloysius Zichem Sportcentrum (en) |
| SV Transvaal      | Paramaribo     | Stade André-Kamperveen                 |
| SV Broki (en)     | Paramaribo     | Mgr. Aloysius Zichem Sportcentrum (en) |
| SV Santos (en)    | Nieuw Nickerie | Asraf Peerkhan Stadion (en)            |
| SNL               | Paramaribo     | Dr. Ir. Franklin Essed Stadion (en)    |
| SV Flora          | Paramaribo     | Dr. Ir. Franklin Essed Stadion (en)    |
| SV Slee Juniors   | Paramaribo     | Stade André-Kamperveen                 |

## Palmarès

### Colonie néerlandaise (avant 1954)
- 1923 : Olympia
- 1923-1924 : Olympia
- 1924-1925 : SV Transvaal
- 1925-1926 : pas de compétition
- 1926-1927 : Ajax
- 1927-1929 : Ajax
- 1929 :      Ajax
- 1929-1930 : pas de compétition
- 1930-1931 : Excelsior/Blauw Wit
- 1931-1932 : Cicerone
- 1932-1933 : Cicerone
- 1933-1934 : Cicerone
- 1934-1935 : Cicerone
- 1935-1936 : SV Voorwaarts
- 1936-1937 : SV Transvaal
- 1937-1938 : SV Transvaal
- 1938-1939 : Arsenal
- 1939-1940 : Arsenal
- 1940-1941 : SV Voorwaarts
- 1942-1947 : pas de compétition
- 1948 : MVV
- 1949 : MVV
- 1950 : SV Transvaal
- 1951 : SV Transvaal
- 1952 : SV Voorwaarts
- 1953 : SV Robinhood

### Province autonome du royaume des Pays-Bas (1954-1975)
- 1954 : SV Robinhood
- 1955 : SV Robinhood
- 1956 : SV Robinhood
- 1957-1958 : SV Voorwaarts
- 1958-1959 : SV Robinhood
- 1960 : compétition arrêtée
- 1961 : SV Leo Victor
- 1962 : SV Transvaal
- 1963-1964 : SV Leo Victor
- 1964 : SV Robinhood
- 1965-1966 : SV Transvaal
- 1966 : SV Transvaal
- 1967 : SV Transvaal
- 1968 : SV Transvaal
- 1969 : SV Transvaal
- 1970 : SV Transvaal
- 1971 : SV Robinhood
- 1972 : pas de compétition
- 1973 : SV Transvaal
- 1974 : SV Transvaal

### Après l'indépendance (depuis 1975)
- 1975-1976 : SV Robinhood
- 1976 : SV Robinhood
- 1977 : SV Voorwaarts
- 1978 : SV Leo Victor
- 1979 : SV Robinhood
- 1980 : SV Robinhood
- 1981 : SV Robinhood
- 1982 : SV Leo Victor
- 1983 : SV Robinhood
- 1984-1985 : SV Robinhood
- 1985-1986 : SV Robinhood
- 1986 : SV Robinhood
- 1987 : SV Robinhood
- 1988 : SV Robinhood
- 1989 : SV Robinhood
- 1990-1991 : SV Transvaal
- 1991 : SV Transvaal
- 1992 : SV Leo Victor
- 1993 : SV Robinhood
- 1994-1995 : SV Robinhood
- 1995-1996 : SV Transvaal
- 1997 : SV Transvaal
- 1998-1999 : Sportvereniging Nationaal Leger
- 1999-2000 : SV Transvaal
- 2000-2001 : Non disputé
- 2001-2002 : SV Voorwaarts
- 2002-2003 : FCS Nacional
- 2003-2004 : Walking Bout Company
- 2004-2005 : SV Robinhood
- 2005-2006 : Walking Bout Company
- 2006-2007 : Inter Moengotapoe
- 2007-2008 : Inter Moengotapoe
- 2008-2009 : Walking Bout Company
- 2009-2010 : Inter Moengotapoe
- 2010-2011 : Inter Moengotapoe
- 2011-2012 : SV Robinhood
- 2012-2013 : Inter Moengotapoe
- 2013-2014 : Inter Moengotapoe
- 2014-2015 : Inter Moengotapoe
- 2015-2016 : Inter Moengotapoe
- 2016-2017 : Inter Moengotapoe
- 2017-2018 : SV Robinhood
- 2018-2019 : Inter Moengotapoe[1]
- 2019-2020 : Titre non décerné[2]
- 2020-2021 : Non tenu
- 2022 : SV Robinhood[3]
- 2023 : SV Robinhood[4]
- 2024 :  SV Robinhood

## Bilan par club
- 27 titres : SV Robinhood
- 19 titres : SV Transvaal
- 10 titres : Inter Moengotapoe
- 6 titres : SV Voorwaarts
- 5 titres : SV Leo Victor
- 4 titres : Cicerone
- 3 titres : Ajax, Walking Bout Company, Sportvereniging Nationaal Leger (dont deux sous le nom MVV)
- 2 titres : Arsenal, Olympia
- 1 titre : Excelsior/Blauw Wit, FCS Nacional